# Круглые башни Джерси

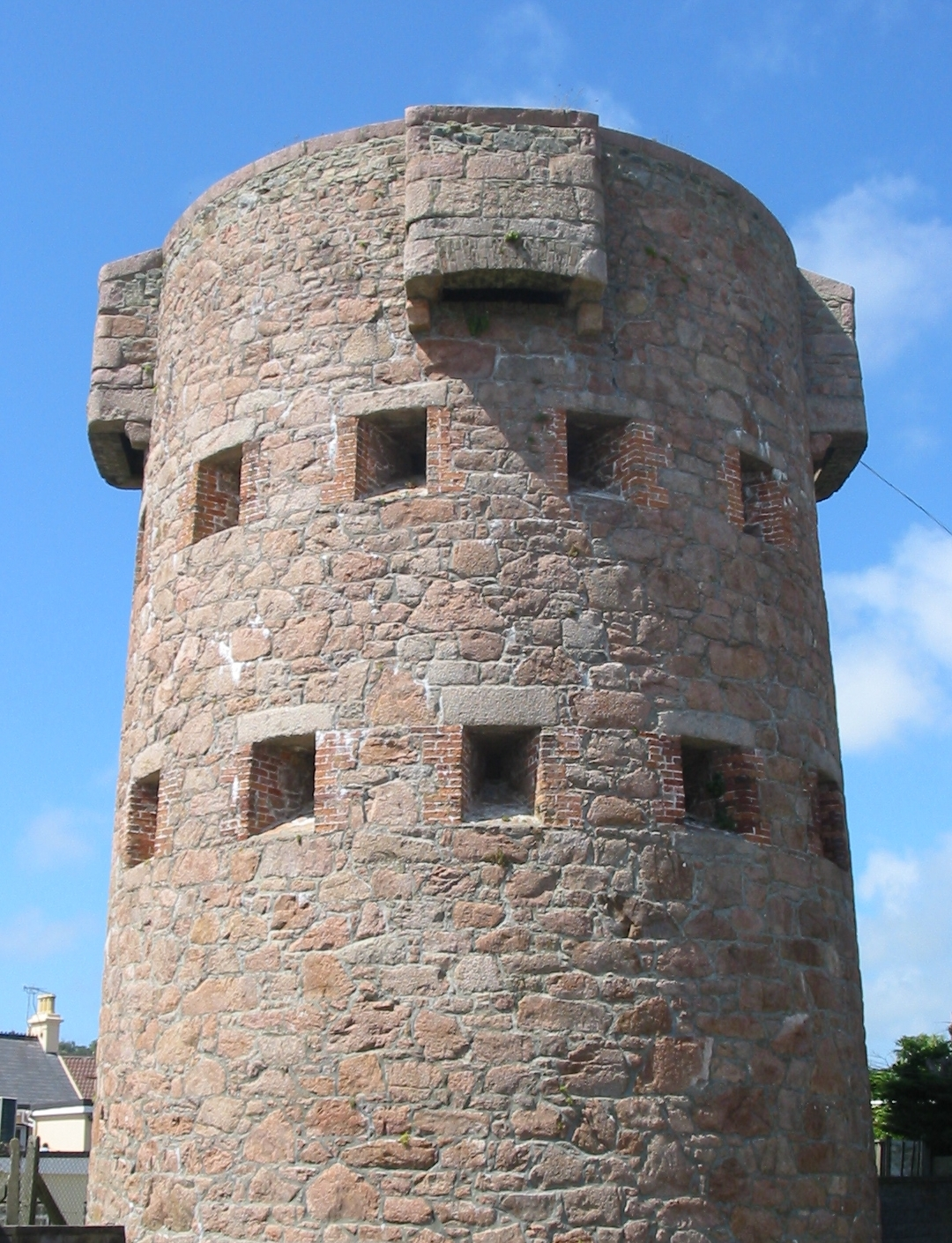
Круглая башня Джерси

Круглые башни Джерси (англ. Coastal fortifications of Jersey, фр. Tours rondes de Jersey) — система оборонительных башен, построенных на острове Джерси для защиты от Франции в конце XVIII — начале XIX веков.
План строительства системы оборонительных башен вдоль побережья острова был разработан губернатором острова, генералом Генри Сеймором Конвеем (англ. Henry Seymour Conway; (1721–1795). Строительство башен началось в 1778 году. Башни строились из гранита, у подножия каждой из башен располагались артиллерийские батареи. До смерти Конвея в 1795 году было построено 22 башни. Строительство башен продолжилось и после смерти Конвея, но изменился проект башен: новые башни строились по образцу так называемых башен Мартелло. Новые башни были ниже башен проекта Конвея, кроме того, артиллерийская батарея новых башен располагалась на вершине башен, а не у подножия, как у башен Конвея.
В конце XVIII — начале XIX было построено ещё восемь башен типа Мартелло, а в 1837 году на острове была построена последняя военная башня — башня Виктория. Таким образом в общей сложности на Джерси была построена 31 башня, из них 22 башни типа Конвея и 9 башен типа Мартелло.
До наших дней сохранилось 24 башни. Не сохранилось шесть башен типа Конвея и одна башня типа Мартелло.